# Vicente Marrero Suárez
Vicente Marrero Suárez, né à Arucas (Gran Canaria) le 16 juillet 1922 et mort à Madrid le 31 mai 2000, est un écrivain et penseur traditionaliste espagnol.